# 最猛老师
最猛老师 是2019年马来西亚网络电影。由钟盛忠自编自导，并在YouTube平台播出。由锺盛忠、锺晓玉、李山源(阿源)、钟旭辉、杨佩雰(Findy Yong)、林广旺(阿旺)、邓光明(小明)及迪森领衔主演，并由李铭鸿(Odd Tomato)、Sabbe及余丽莎特别演出。导演为锺盛忠。

## 相关电影
- 最烂学生？
- 最烂学生?2
- 最烂学生?3
- 最猛学生